# Форов Денис Миколайович
Денис Форов (вірм. Դենիս Ֆորով, рос. Денис Николаевич Форов; нар. 3 грудня 1984, Жмеринка, Вінницька область) — український, російський та вірменський борець греко-римського стилю, срібний призер чемпіонату Європи, учасник Олімпійських ігор. Майстер спорту України, майстер спорту Росії міжнародного класу з греко-римської боротьби.

## Біографія
Народився у Жмеринці. Боротьбою почав займатися з 1994 року. 2001 року закінчив Харківське державне вище училище фізичної культури № 1. Наставниками були Заслужені тренери України Жменько В'ячеслав та Хруслов В. М. Виступав за збірну України, у її складі став бронзовим призером чемпіонату Європи 2001 року серед кадетів. З 2002 року почав захищати кольори Росії. У складі її юніорської збірної ставав чемпіоном Європи 2002 року, та чемпіоном світу 2003 року. Тренувався у Владикавказі у Державній спеціалізованій дитячо-юнацькій спортивній школі олімпійського резерву з греко-римської боротьби. Виступав за московське «Торпедо». Бронзовий призер чемпіонату Росії 2006 року, переможець Кубку Росії 2007 року. З 2006 року виступає за збірну Вірменії. У її складі того ж року став віце-чемпіоном Європи, виступив на Пекінській Олімпіаді 2008. Був чемпіоном Вірменії 2010 року.
Закінчив факультет права Московського відкритого університету.

## Виступи на Олімпіадах
| Змагання                    | Збірна   | Вагова категорія | Місце |
| --------------------------- | -------- | ---------------- | ----- |
| Літні Олімпійські ігри 2008 | Вірменія | 84 кг            | 7     |

## Виступи на Чемпіонатах світу
| Змагання                        | Збірна   | Вагова категорія | Місце |
| ------------------------------- | -------- | ---------------- | ----- |
| Чемпіонат світу з боротьби 2007 | Вірменія | 84 кг            | 14    |
| Чемпіонат світу з боротьби 2010 | Вірменія | 84 кг            | 29    |

## Виступи на Чемпіонатах Європи
| Змагання                         | Збірна   | Вагова категорія | Місце  |
| -------------------------------- | -------- | ---------------- | ------ |
| Чемпіонат Європи з боротьби 2006 | Вірменія | 84 кг            | Срібло |
| Чемпіонат Європи з боротьби 2007 | Вірменія | 84 кг            | 22     |
| Чемпіонат Європи з боротьби 2009 | Вірменія | 84 кг            | 9      |

## Виступи на Кубках світу
| Змагання                    | Збірна   | Вагова категорія | Місце |
| --------------------------- | -------- | ---------------- | ----- |
| Кубок світу з боротьби 2010 | Вірменія | 84 кг            | 5     |

## Виступи на інших змаганнях
| Змагання                                 | Збірна   | Вагова категорія | Місце  |
| ---------------------------------------- | -------- | ---------------- | ------ |
| Гран-прі Німеччини з боротьби 2005       | Росія    | 84 кг            | 8      |
| Турнір Івана Піддубного 2005             | Росія    | 84 кг            | Золото |
| Турнір Івана Піддубного 2007             | Вірменія | 84 кг            | 5      |
| Олімпійський кваліфікаційний турнір 2008 | Вірменія | 84 кг            | Бронза |